# Spring (Wiesenburg/Mark)
Spring ist ein bewohnter Gemeindeteil im Ortsteil Jeserigerhütten der Gemeinde Wiesenburg/Mark im Landkreis Potsdam-Mittelmark in Brandenburg.

## Geografische Lage
Die Waldsiedlung liegt östlich des Ortsteils Jeserigerhütten und ist von ihm durch die Bundesstraße 107 getrennt, die in diesem Bereich von Norden kommend in südlicher Richtung verläuft. Von ihr führt eine einzige Straße in westlicher Richtung zu der Siedlung, die vollständig von Wald umgeben ist. Östlich grenzt das gleichnamige Naturschutzgebiet Spring an.

## Geschichte
Im Jahr 1736 befand sich auf der Gemarkung ein Teerofen, der bis 1755 den Brandt von Lindau gehörte. Sie verkauften ihn an die von Trotta genannt Treyden, die ihn wiederum im Jahr 1765 an die von Watzdorf veräußerten. Im Jahr 1777 lebten im Dorf insgesamt zehn Häusler. Die erste urkundliche Erwähnung existiert erst aus dem Jahr 1791 als Springk, item Springkerhütte und wandelte sich im Jahr 1802 zu der Spring oder Sprinck mit den Sprinckerhütten. In der Kolonie standen im Jahr 1837 elf Wohnhäuser. Die Bezeichnung Spring oder Springhütten existiert seit dem Jahr 1842. Die Kolonie war im Jahr 1858 insgesamt neun Morgen groß und bestand aus zehn Wohn- und zehn Wirtschaftsgebäuden. Zur Jahrhundertwende standen im Jahr 1900 im Ort drei Wohnhäuser. Kolonie und Wohnplatz wurden 1928 mit der Gemeinde Wiesenburg vereinigt und waren dort ab 1931 ein Wohnplatz; 1964 ein Ortsteil von Wiesenburg. Im Dorf bestand im Jahr 1973 eine Revierförsterei.

## Bevölkerungsentwicklung
| Jahr      | 1817 | 1837 | 1858 | 1871 | 1885                        | 1895      | 1905      | 1925 |
| Einwohner | 43   | 46   | 49   | 47   | Kolonie 25 und Wohnplatz 25 | 20 und 19 | 16 und 24 | 35   |